# Andreas Grego von Peschiera

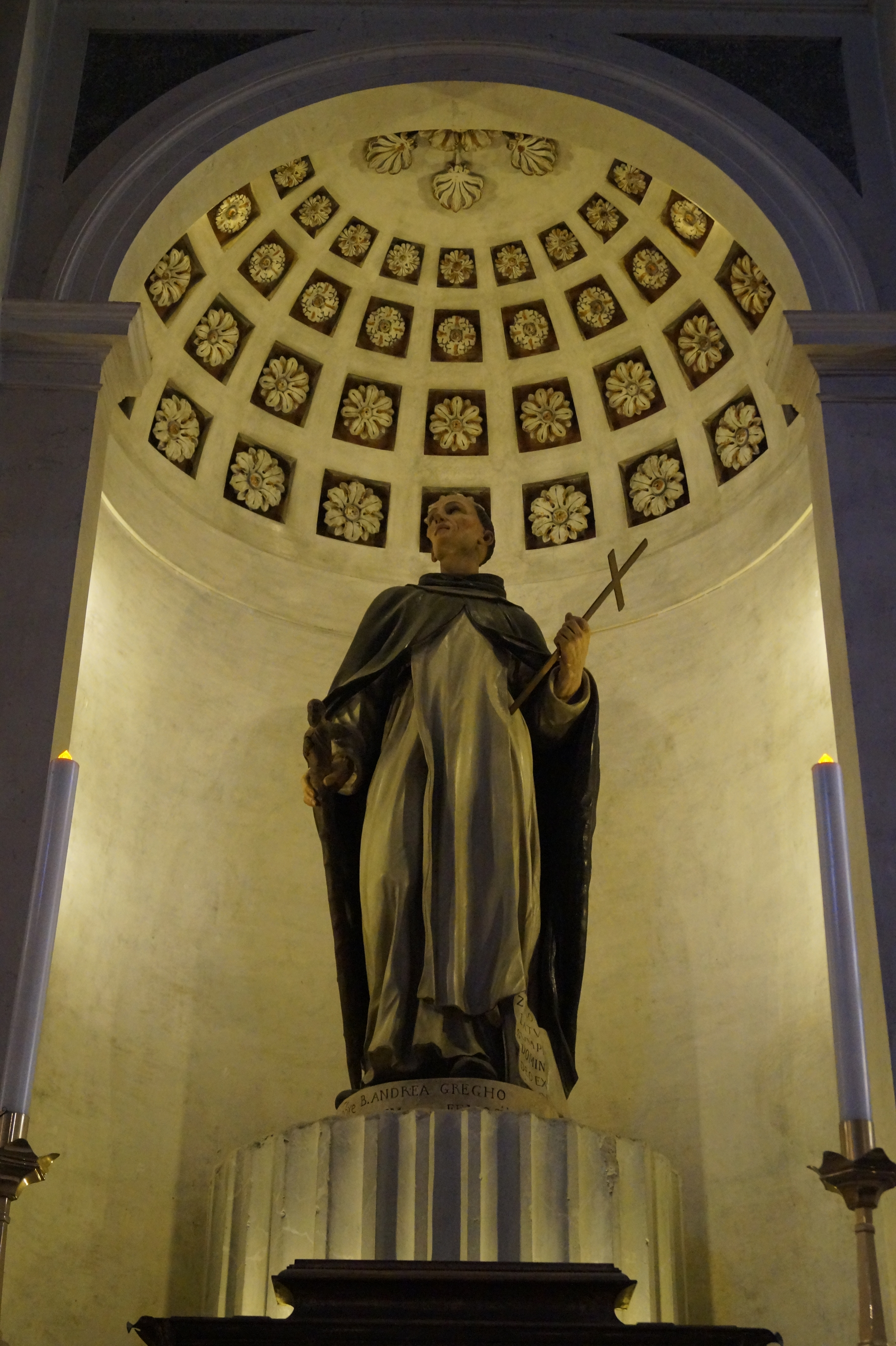
Statue des Andreas Grego in der Kirche San Martino in Peschiera del Garda

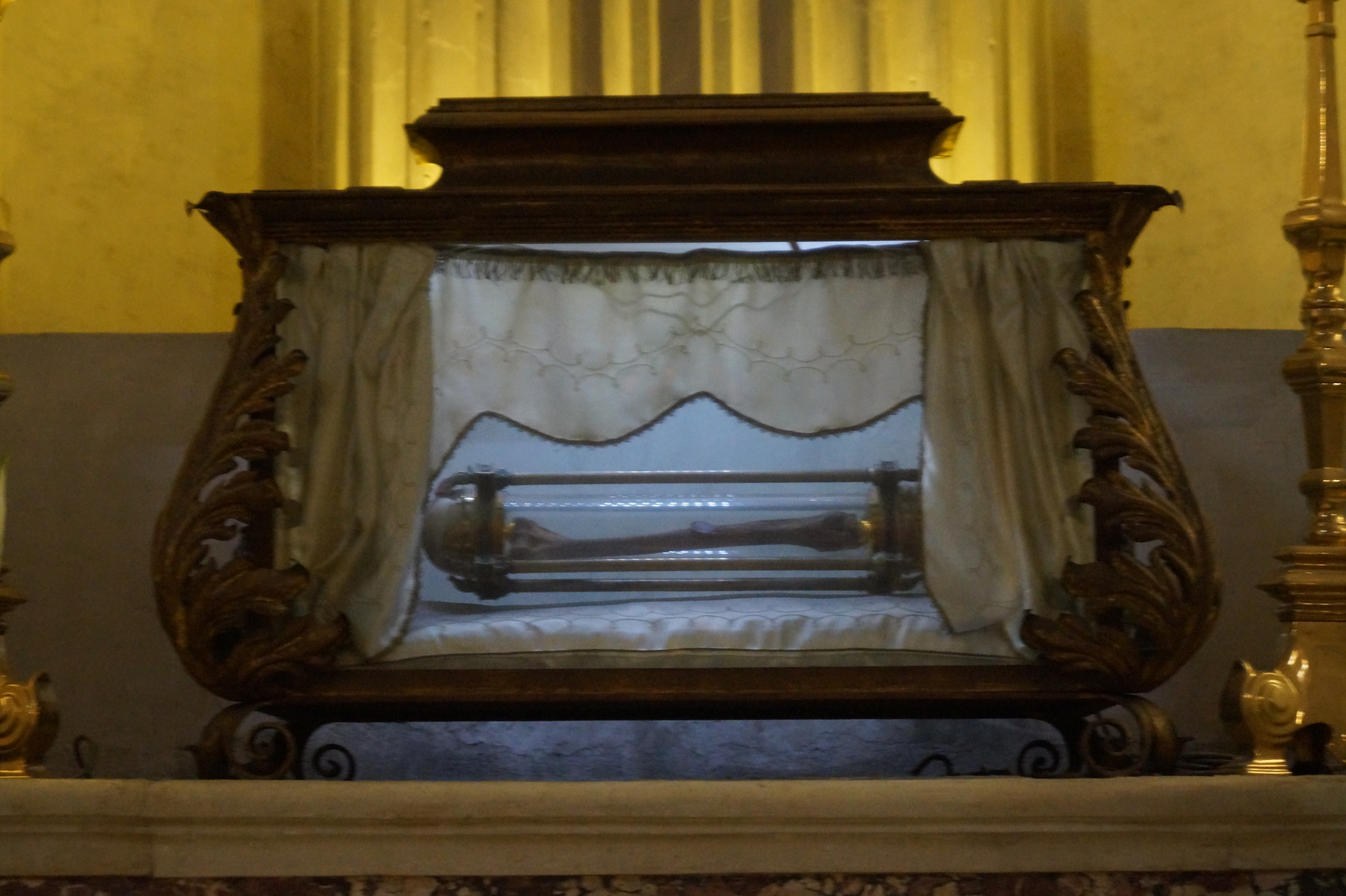
Rechter Arm des Andreas Grego im Reliquienschrein in der Kirche San Martino in Peschiera del Garda

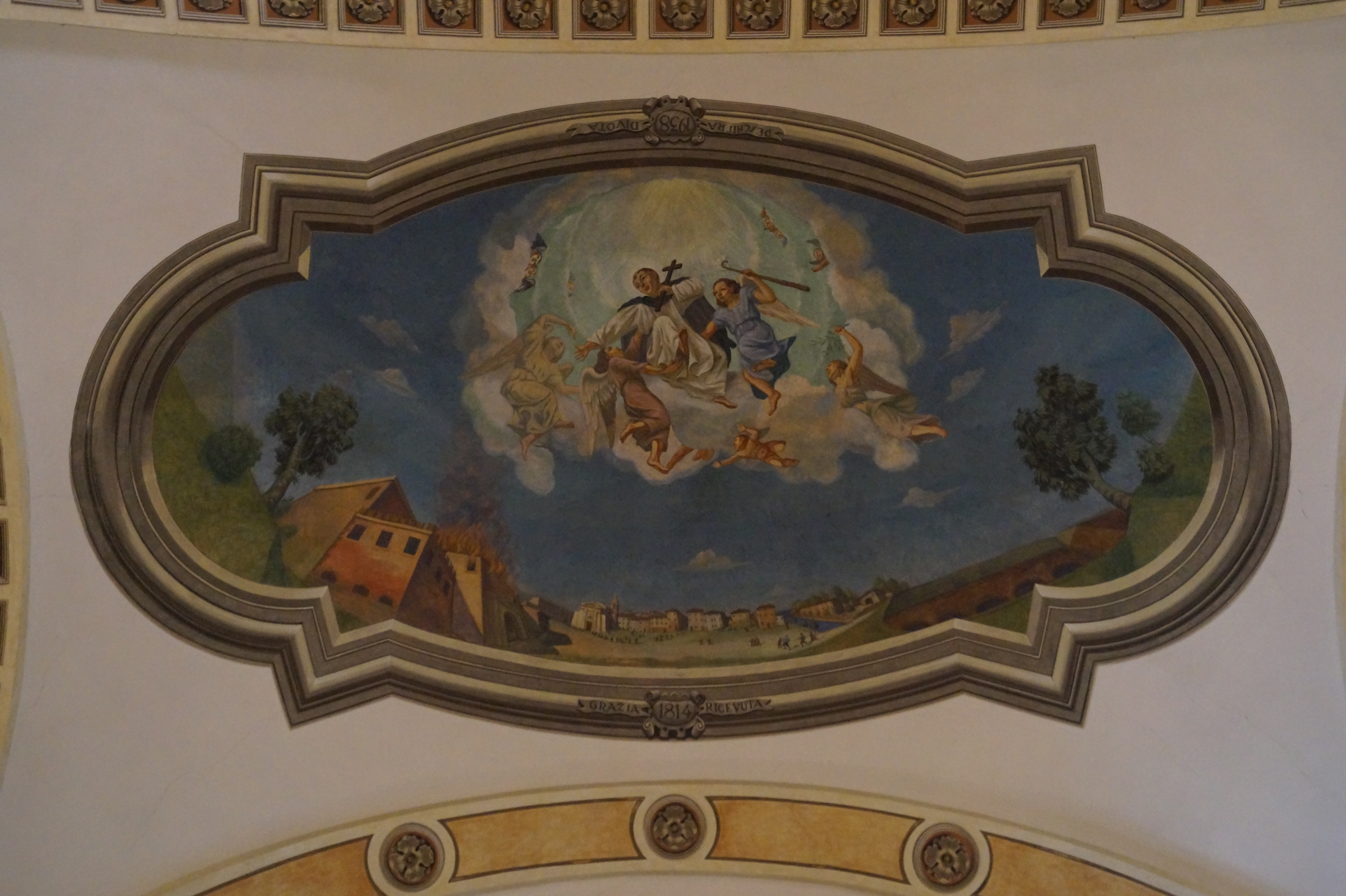
Wunder von Peschiera del Garda in der Kirche San Martino in Peschiera del Garda

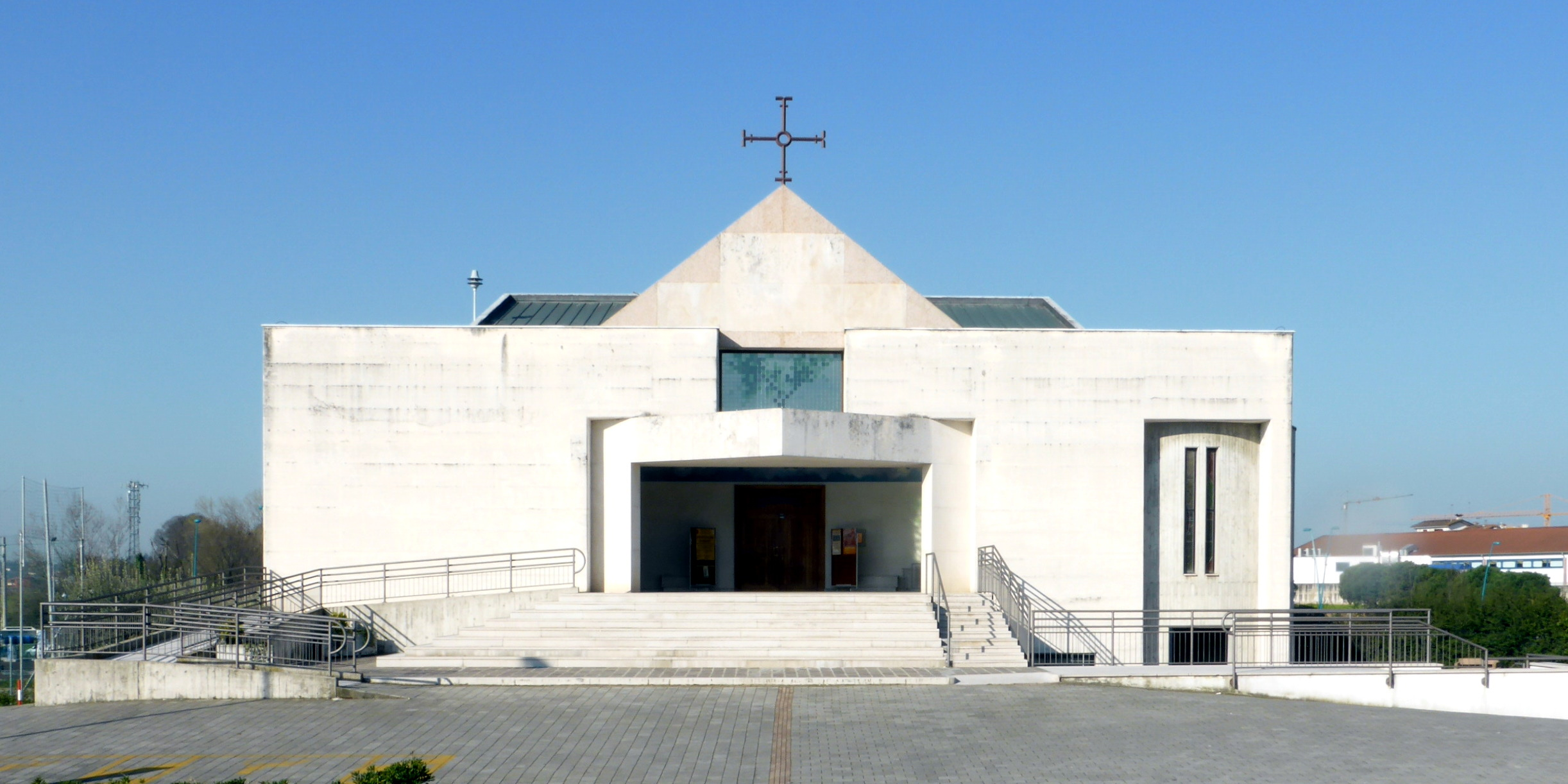
Andreas Grego geweihte Kirche „Beato Andrea da Peschiera“

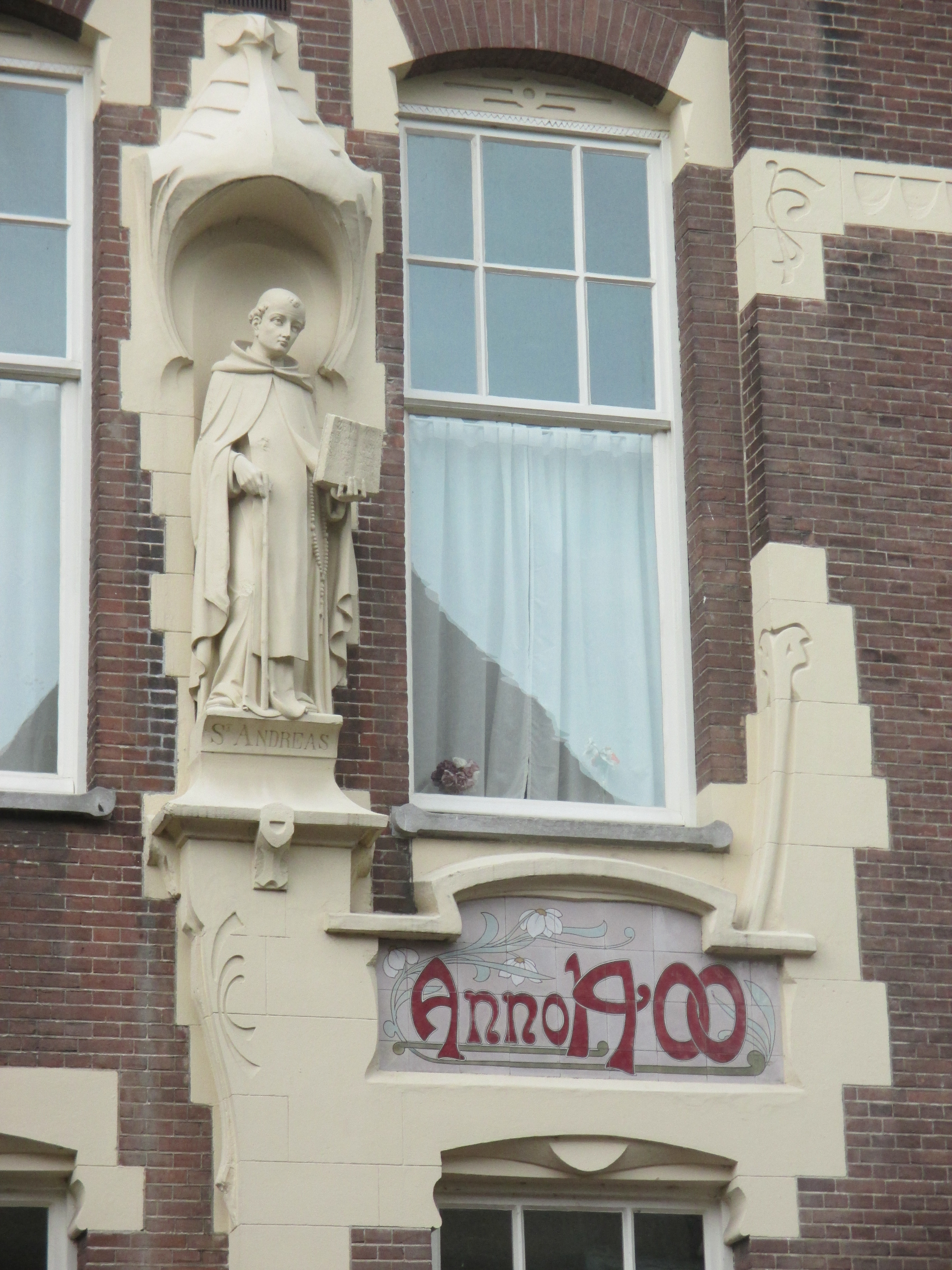
Statue des Andreas Grego am Sint Andreasgasthuis in Tiel

Andreas Grego von Peschiera (ital. Andrea Grego da Peschiera) (* um 1400 in Peschiera del Garda, Herzogtum Mailand; † 18. Januar 1485 in Morbegno, Herzogtum Mailand) war ein dominikanischer Theologe. Er wurde 1820 seliggesprochen. Weil er sich 45 Jahre lang für den Glauben in der Provinz Sondrio einsetzte, wird er auch als Apostel des Veltlin bezeichnet.

## Geschichte
Andreas Grego wurde um 1400 in dem kleinen Ort Broglie bei Peschiera del Garda geboren. Schon als Kind soll er für seinen Glauben und seine Enthaltsamkeit bekannt gewesen sein und soll die Fastenzeit genau eingehalten haben. Er zeigte Gehorsamkeit gegenüber seinem Vater und Mitgefühl zu den Armen. Aus Respekt zu seinem Vater blieb er bei ihm und führte ein genügsames Leben. Als dieser jedoch starb, wurde er von seinen Brüdern schlecht behandelt. Zunächst ertrug er die Demütigung, mit 15 Jahren entschloss er sich jedoch, ins Kloster zu gehen. Als er seinen Heimatort verließ, begleiteten ihn seine Brüder bis zum Ortsrand. Er küsste ihre Füße und übergab ihnen sein einziges Gut, einen Wanderstab, den er von seinem Vater erhalten hatte, und wies sie an, den Stab als Erinnerung zu behalten und nie wegzugeben. Kurze Zeit nach Andreas Tod soll der Stab wieder ausgetrieben und einige Wunder bewirkt haben.
Andreas Grego trat in Brescia dem Dominikanerorden bei und absolvierte ein Theologiestudium. Nachdem Antoninus von Florenz 1437 den Konvent San Marco in Florenz gegründet hatte, schloss er sein Studium als Schüler des Antoninus ab. Er zeichnete sich durch seine Perfektion auf allen Gebieten aus. Um 1440 wurde er ins Veltlin entsandt, da sich dort der Manichäismus ausbreitete. Er wanderte als Ordenspriester zu Fuß durch die Bergtäler, predigte den Glauben, kümmerte sich um die Armen und bekehrte viele wieder zum christlichen Glauben. Er gründete mehrere Pfarreien und reformierte mehrere Klöster. 1475 reformierte er das Kloster San Pietro Martire in Morbegno.
Als er am 18. Januar 1485 in Morbegno starb, wurde er in der Dominikanerkirche Santi Antonio Abate e Marta in Morbegno beigesetzt. Im Zuge der Säkularisation wurden seine Gebeine 1798 in die Kirche San Giovanni Battista in Morbegno übertragen. 1933 wurden die sterblichen Überreste in einen gläsernen, neobarocken Reliquienschrein überführt, in dem sie noch heute in der Kirche zu sehen sind. In den 1960er Jahren wurde am Schädel eine Wachsmaske angebracht. Das Morbegische Kollegiat spendete den rechten Arm des Seligen an die Pfarrei San Martino in Andreas Gregos Heimatort Peschiera del Garda. Dieser ist heute im nördlichen Querschiff der Kirche San Martino in einem gläsernen Sarkophag am Altar des Seligen ausgestellt. Eine weitere Reliquie wurde in den 1990er Jahren nach Peschiera del Garda abgegeben und ist ebenfalls in einem gläsernen Sarkophag in der 1988 neu erbauten Kirche Beato Andrea da Peschiera ausgestellt.

## Wunder von Peschiera del Garda
Bei einem Brand der Rocca in Peschiera del Garda im Jahre 1814 soll Andreas Grego von Peschiera um Hilfe angefleht worden sein, damit die Flammen nicht auf das Munitionslager übergreifen sollen. Die Bitten wurden erhört, denn es kam nicht zur Explosion. Am 26. September 1820 wurde er von Papst Pius VII. seliggesprochen. Sein nichtgebotener Gedenktag ist der 18. Januar, in Verona und Como jedoch der 19. Januar.

## Kirchen des Andreas Grego
In Peschiera del Garda ist ihm die Kirche Beato Andrea da Peschiera geweiht. In dem niederländischen Ort Tiel wurde ihm das 1901 gebaute Gasthaus Sint Andreasgasthuis geweiht.